# Smrt a státní pohřeb Leonida Brežněva
Leonid Iljič Brežněv, v pořadí třetí generální tajemník Komunistické strany Sovětského svazu (KSSS) a pátý nejvyšší představitel Sovětského svazu, zemřel ve věku 76 let dne 10. listopadu 1982, a to na infarkt myokardu po několika letech vážných zdravotních obtíží. Jeho státního pohřbu dne 15. listopadu 1982 se zúčastnily desítky nejvyšších představitelů různých států.

## Závěr Brežněvova života

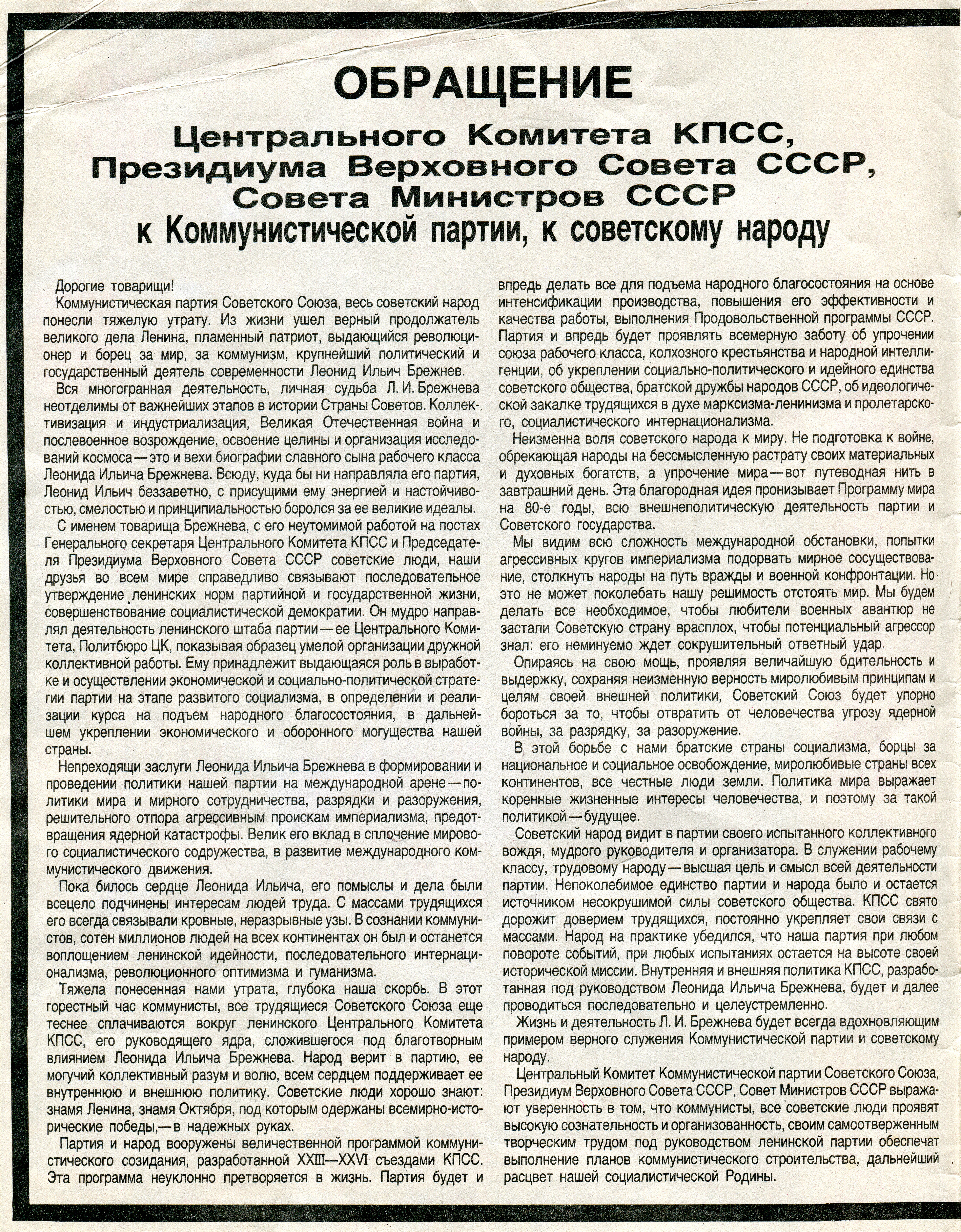
Oznámení Ústředního výboru o smrti Leonida Brežněva

Brežněv byl silným kuřákem a postupně se mu zhoršovala obezita, nejpozději od roku 1974 ho začaly trápit stále silnější zdravotní obtíže: choroby srdce, leukemie, rakovina čelisti, emfyzém a oběhová choroba. Měl implantován kardiostimulátor. 
O jeho zhoršujícím se zdravotním stavu kolovaly zvěsti od poloviny 70. let, a to včetně domněnek o jeho smrti: stále častěji chyběl na významných setkáních, kde jeho přítomnost předpokládal diplomatický protokol. V roce 1982 se Brežněv objevoval na veřejnosti jen zřídka a obvykle byl obklopen lékaři, ačkoli sovětská vláda tvrdila, že není nemocen. V květnu 1982 utrpěl několik záchvatů, ale odmítal opustit úřad a trval na tom, že není nemocen. Naposledy se objevil na veřejnosti při oslavách 65. výročí Velké říjnové socialistické revoluce počátkem listopadu 1982 a údajně vypadal lépe, než dříve.
Ve středu 10. listopadu 1982 zemřel na infarkt. 

## Oznámení úmrtí
První náznak o Brežněvově úmrtí se dostal k sovětské veřejnosti v 19.15 moskevského času, kdy Sovětská ústřední televize změnila program a namísto popového koncertu byl uveden dokument o V. I. Leninovi. Ve zpravodajství Vremja byli komentátoři oblečeni ve tmavých oblecích namísto tehdy obvyklého neformálního oblečení. Následovaly další změny televizního programu: byl neplánovaně uveden pořad vzpomínek na válku, na II. programu byla odvysílána Patetická symfonie od Petra Iljiče Čajkovského namísto hokejového zápasu. Někteří lidé se tehdy domnívali, že zemřel Brežněvův pobočník Andrej Kirilenko, který (na rozdíl od Brežněva) na zmíněných oslavách 65. výročí VŘSR chyběl. Západní komentátoři však o Brežněvově smrti spekulovali od chvíle, kdy nepodepsal gratulaci adresovanou angolskému prezidentovi Josému Eduardu dos Santosovi ke Dni nezávislosti Angoly (11. listopad). To bylo naprosto zřejmé porušení protokolu, protože Brežněv podepsal všechny předchozí telegramy adresované hlavám spřátelených států.
Brežněvova smrt byla oficiálně oznámena ve čtvrtek 11. listopadu 1982 dopoledne, a to v 10.00 moskevského času současně v rozhlase a v televizi. Oznámení v televizi přečetl Igor Kirillov se slzami v očích. Byl také úředně vyhlášen pětidenní státní smutek. Mnohahodinové zpoždění v oznámení smrti generálního tajemníka bylo některými západními komentátory vyhodnoceno jako boj v sovětském vedení o nástupce. Jako nejpravděpodobnější kandidát na uvolněný post se tehdy jevil Konstantin Černěnko.

## Příprava pohřbu
Dne 11. listopadu se politbyro ÚV KSSS, prezídium Nejvyššího sovětu SSSR a Rada ministrů SSSR shodly na ustavení komise pro organizaci, řízení a přípravu Brežněvova pohřbu. Ta měla pracovat v následujícím složení: A. F. Alexandrov, Georgij Beregovoj, Nikolaj Nikolajevič Blochin, Sergej Bondarčuk, Konstantin Ustinovič Černěnko, Alexandr Vasiljevič Gitalov, Valentina Nikolajevna Goluběvová, Michail Sergejevič Gorbačov, A. F. Gordijenko, Viktor Vasiljevič Grišin, Andrej Andrejevič Gromyko, Tichon Nikolajevič Chrennikov, Ivan Vasiljevič Kapitonov, Vasilij Vasiljevič Kuzněcov, Georgij Mokejevič Markov, Boris Nikolajevič Pastuchov, Arvid Janovič Pelše, Boris Nikolajevič Ponomarjov, Nikolaj Alexejevič Ponomarjov, Valentin Alexandrovič Smirnov, Stěpan Alexejevič Šalajev, Valentina Těreškovová, Nikolaj Alexandrovič Tichonov, Dmitrij Fjodorovič Ustinov a Michail Vasiljevič Zimjanin. Předsedou komise byl jmenován bývalý ředitel KGB Jurij Andropov. Pro západní komentátory to byl signál, že Andropov je nejpravděpodobnějším kandidátem na uvolněnou funkci generálního tajemníka ÚV KSSS – a den před Brežněvovým pohřbem, 14. listopadu 1982, byl do této funkce skutečně zvolen.
Brežněvovu dceru Galinu, která se nacházela v nemilosti, soustavně střežili dva statní osobní strážci. Andropov se údajně při kondolenci manželce Viktoriji obrátil ke Galině zády, podle časopisu Time však Andropov objal nejen Viktoriji, ale i Galinu. Tak či onak, Galina se v následující době přestala objevovat na veřejnosti.
Brežněvovy ostatky byly po tři dny vystaveny ve Sloupové síni Domu odborů ve speciální rakvi: při jejím umisťování se Brežněvovo tělo údajně propadlo dnem, takže musela být rychle zařízena nová truhla s plechovou výztuží. Dům odborů byl vyzdoben tradičními rudými vlajkami a komunistickými symboly. Vojáci, kteří před Domem odborů drželi čestnou stráž, měli na pažích rudé pásky s černým lemováním.

## Průběh pohřbu

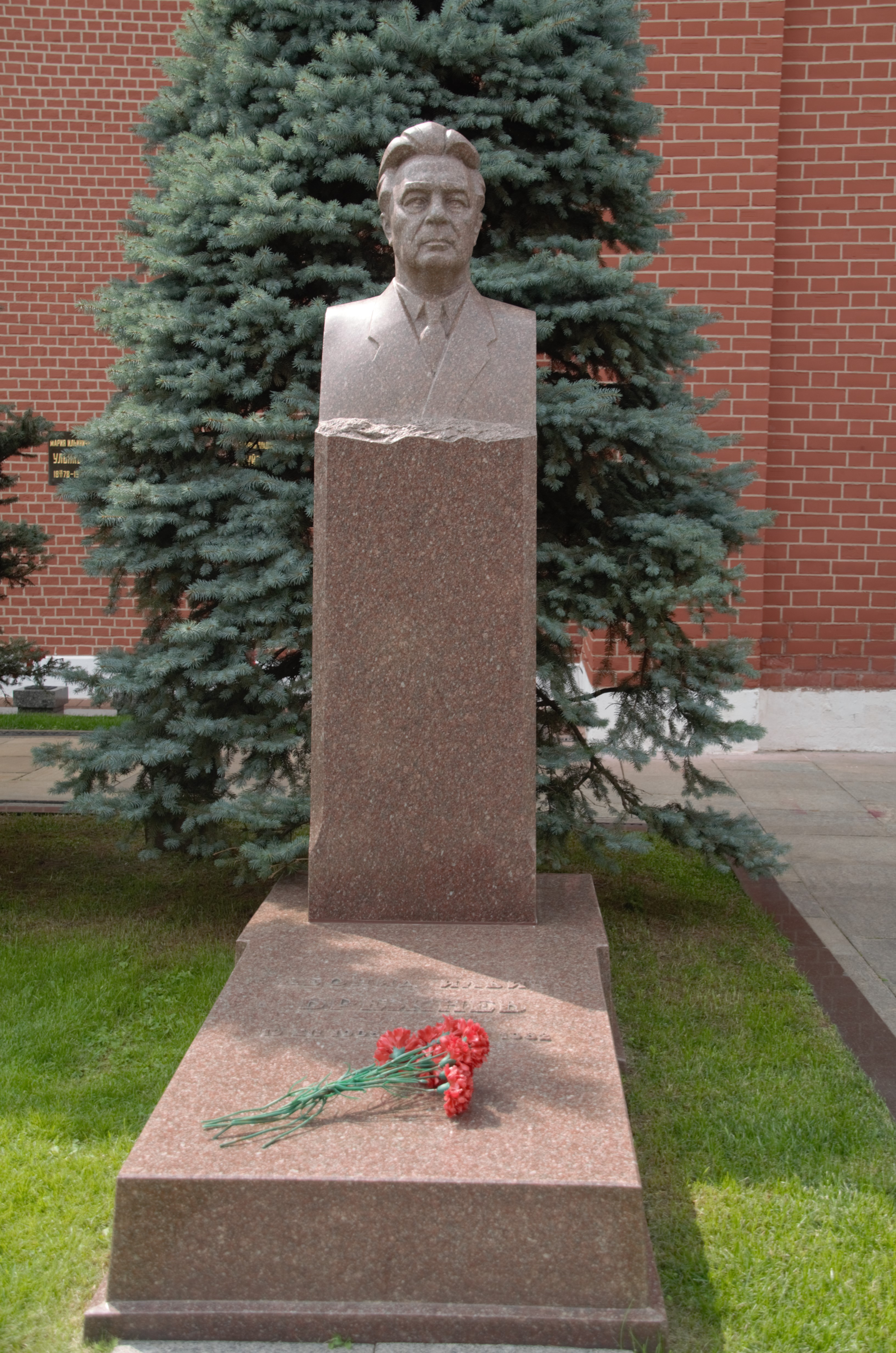
Hrob Leonida Brežněva u Kremelské zdi

V den pohřbu 15. listopadu 1982 bylo uzavřeno centrum města, ulice byly přísně střeženy milicí a vojáky moskevské posádky. Rakev s Brežněvovými ostatky byla v Domě odborů naložena na dělostřeleckou lafetu, taženou olivově zeleným armádním obrněným vozidlem BRDM-2. Před taženou rakví byly neseny desítky smutečních věnců, za rakví pak 44 armádních i civilních osob neslo Brežněvova vyznamenání na sametových polštářích. Průvod směřoval k Leninovu mauzoleu na Rudém náměstí, kde smuteční řeč pronesli nový generální tajemník ÚV KSSS Jurij Andropov (vychvaloval Brežněvovy zásluhy v „boji za uvolnění mezinárodního napětí a omezení hrozby jaderné války“), ministr obrany SSSR Dmitrij Ustinov, prezident Akademie věd SSSR Alexandrov a tovární dělník.
Po ukončení proslovů přenesli nosiči (v čele s Andropovem a předsedou Rady ministrů Tichonovem) rakev na další místo blíže k mauzoleu. Zde proběhlo rozloučení Brežněvovy rodiny se zesnulým. Podle ruské tradice vdova Viktorije políbila zesnulého na tvář před spuštěním rakve. 
Pohřeb měl být ve stylu frontového pohřbu padlého vojáka, kdy dva vojáci (druhové padlého) spouštějí rakev a vedle salutuje vojenská jednotka. Při spouštění Brežněvovy rakve do hrobové jámy však vojákovi u nohou rakve proklouzl v rukou popruh a nohy tak byly spuštěny výrazně rychleji, než hlava. Shodou okolností byla právě v téže chvíli vypálena salva předznamenávající sovětskou hymnu, proto se objevuje tvrzení, že rakev spadla se slyšitelnou ránou. Georgij Kovalenko, jeden z organizátorů, nicméně toto tvrzení zpochybnil a řekl, že dvacet minut před spuštěním rakve byl kremelským úředníkem Semjonem Sbornikovem požádán, aby se rakev ukládala současně s údery kremelských zvonů. Dochované audiovizuální záznamy pak dokazují, že rakev dosáhla dna jámy plynule a že „rána“ se ozvala už předtím.
Přímý přenos z Moskvy přenášely desítky televizních stanic celého světa. Československá televize se připojila od 8.25 SEČ.

## Kondolence a smuteční hosté
Prezident Spojených států amerických Ronald Reagan byl zprávou o Brežněvově smrti probuzen ve 3.35 ráno tamního času. Později napsal dvouodstavcovou kondolenci, v níž Brežněva nazval „po dvě desetiletí jednou z nejvýznamnějších osobností světa“ a vyjádřil přání zlepšit sovětsko-americké vztahy. Nicméně odmítl se zúčastnit samotného pohřbu, přestože ho k ní přesvědčovali ministr zahraničí USA George Shultz, ředitel CIA William Casey nebo poradce pro otázky národní bezpečnosti William P. Clark. Reagan však prohlásil, že nemá v úmyslu měnit americkou politiku vůči Sovětskému svazu kvůli Brežněvově smrti. Na pohřeb pak vyslal delegaci, vedenou viceprezidentem Georgem Bushem. 
Jan Pavel II. přislíbil „zvláštní zamyšlení k památce významného zesnulého“, bývalý západoněmecký kancléř Helmut Schmidt řekl, že Brežněvova smrt „vzbuzuje bolestné pocity“, předsedkyně indické vlády Indira Gándhíová řekla, že „v potřebné chvíli stál při nás“, vláda Čínské lidové republiky vyjádřila „hlubokou účast“ a syrský prezident Háfiz al-Asad vyhlásil ve své zemi sedmidenní smutek.
Na samotném pohřbu bylo přítomno 32 hlav států, 15 hlav vlád, 14 ministrů zahraničí a čtyři princové. Mezi zahraničními osobnostmi, které se zúčastnily pohřbu, byli mj. Indira Gándhíová (Indie), Pierre Mauroy (Francie), Babrak Karmal (Afghánistán), Fidel Castro (Kuba), Chuang Chua (Čína), Jásir Arafat (Organizace pro osvobození Palestiny), Wojciech Jaruzelski (Polsko), Mengistu Haile Mariam (Etiopie), Moussa Traoré (Mali), Háfiz al-Asad (Sýrie) aj.
Za Československo se pohřbu účastnila stranická a státní delegace, kterou tvořili prezident ČSSR Gustáv Husák, předseda federální vlády ČSSR Lubomír Štrougal, tajemník ÚV KSČ pro otázky zahraniční politiky a ideologii Vasil Biľak a velvyslanec ČSSR Čestmír Lovětínský. Shodou okolností právě československou delegaci na moskevském letišti přivítal pozdější reformátor Michail Gorbačov..

## Ohlasy v Československu
Rudé právo a s ním všechny deníky v ČSSR přinesly zprávu o Brežněvově úmrtí v pátek 12. listopadu 1982. Bylo oznámeno nejen datum pohřbu, ale i zmíněny kondolenční listiny na sovětském velvyslanectví v Praze a to, že datum pohřbu 15. listopadu 1982 bude i dnem státního smutku v ČSSR. O složení československé stranické a státní delegace na pohřbu pak rozhodlo předsednictvo ÚV KSČ v pátek 12. listopadu.